# Helags fjällstation

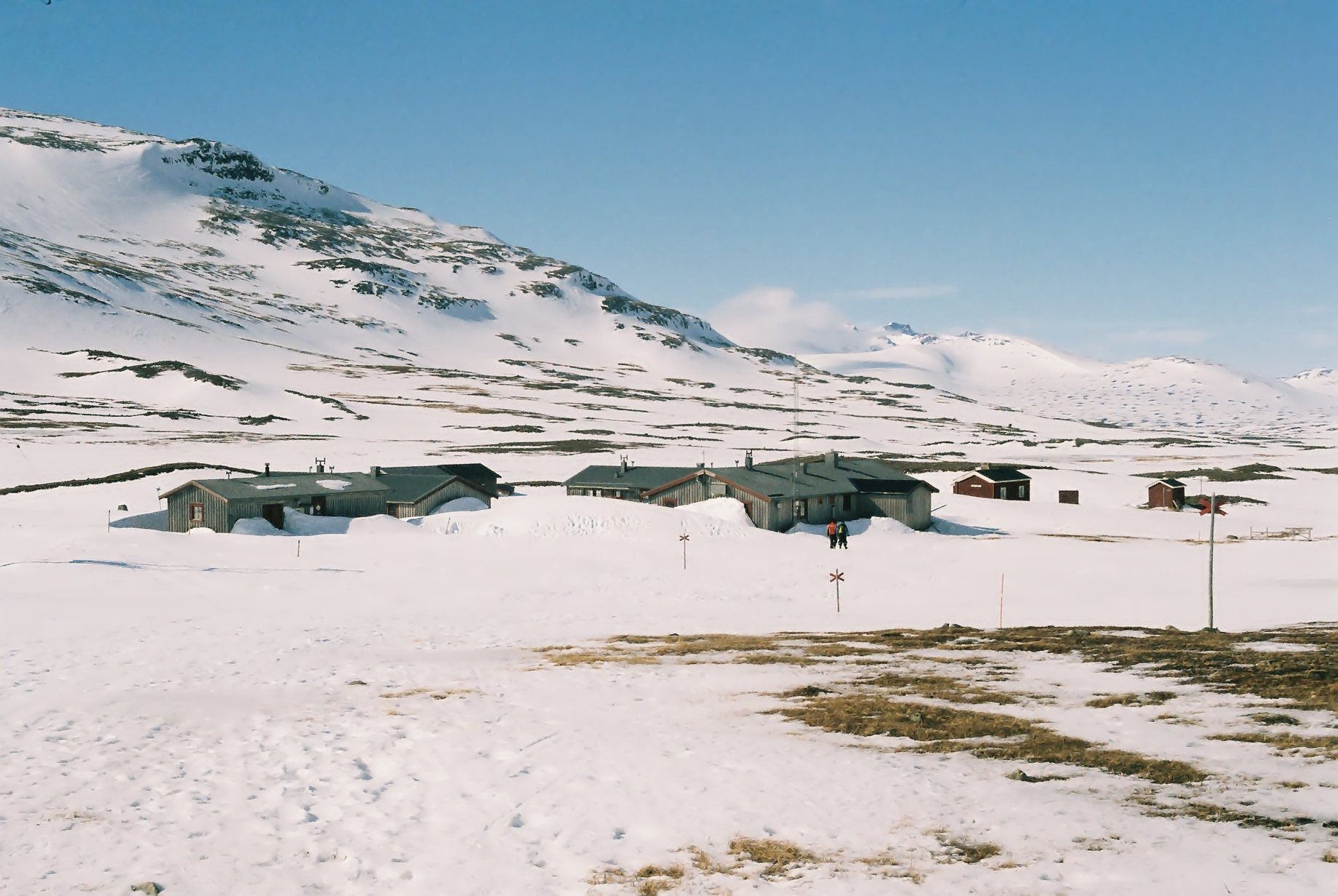
Helags fjällstation första april 2011.

Helags fjällstation är en fjällstation i Bergs kommun som ägs av Svenska turistföreningen. Stationen är belägen på 1043 m ö.h. vid foten av Helagsfjället i nordvästra Härjedalen, nära gränsen till Norge och Jämtland. Fjällstationen ligger i väglöst land, knappt 20 kilometer nordväst om Ljungdalen.  Stationen har 80 bäddar i fem olika byggnader och har en mindre butik samt matservering i huvudbyggnaden. Fjällstationen håller öppet från februari till maj, och från mitten av juni till september. Ett olåst säkerhetsrum är dock öppet året runt, och erbjuder skydd för vandrare, skidåkare och snöskoteråkare.

## Historia
Första stationen på platsen byggdes 1897 av Svenska Turistföreningen, i samband med att Sylarnas fjällstation byggdes kring 20 kilometer därifrån. Då fanns bara en byggnad och något gammalt förråd. År 1916 byggdes en stuga till, då kallad Östan. Den byggnaden finns kvar under namnet Gamla Östan då den bevarades när den nya stationen byggdes 1983.  Den nya stationen består av en storstuga med restaurangservering, och fyra stugor med logi.

## Vandringsleder
Från Helags fjällstation finns vandrings- och skidleder åt flera håll. Gåsenstugan, Vålåstugan, Sylarnas fjällstation, Nedalshytta, Fältjägaren fjällstuga samt till parkeringarna i Kläppen och vid liften i Torkilstöten

## Galleri

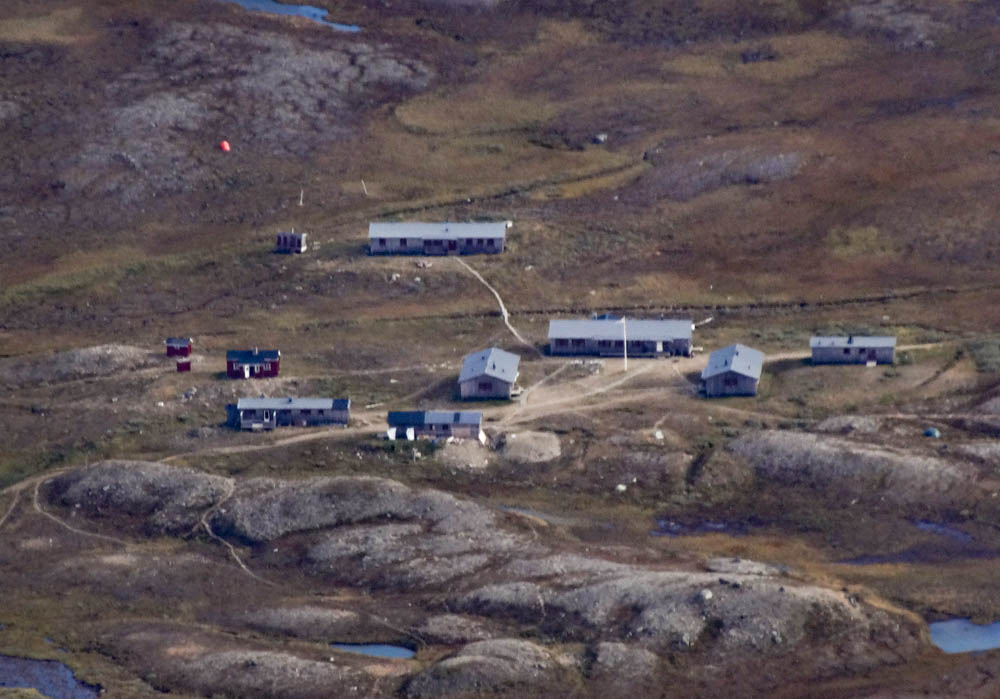
Helags fjällstation från Helagsmassivet.
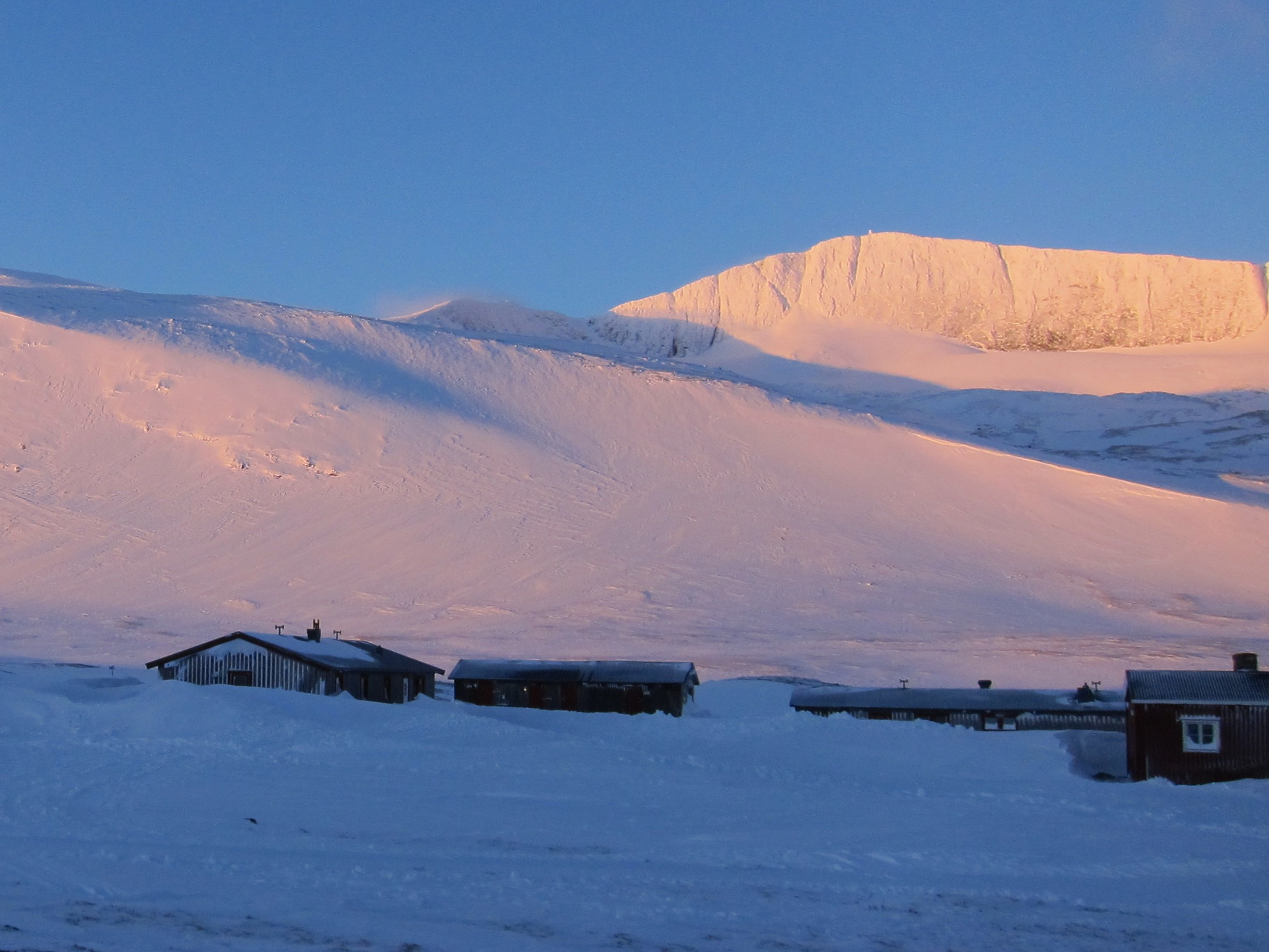
Helags fjällstation i februari 2014. I bakgrunden syns Helagstoppen.
Flygfoto över den gamla stationen.